# James Gleason
James Austin Gleason (New York, 23 maggio 1882 – Woodland Hills, 12 aprile 1959) è stato un attore e regista statunitense.

## Biografia

### Carriera
Attore dilettante durante gli anni della scuola, Gleason iniziò a lavorare all'età di tredici anni ed esercitò i più svariati mestieri, dal fattorino al lift, prima di arruolarsi sedicenne e servire nelle Forze Armate tre anni nelle Filippine. Al rientro dal servizio militare intraprese la carriera di attore e lavorò sui palcoscenici di Londra per due anni, prima di tornare negli Stati Uniti, dove lavorò durante gli anni venti scrivendo commedie di successo per Broadway, e debuttando nel cinema come sceneggiatore e soggettista all'epoca degli inizi del sonoro.
L'esordio cinematografico di Gleason come interprete risale al 1927 con il film The Count of Ten (1928), prodotto dalla Universal Pictures, mentre l'anno successivo l'attore apparve in un breve ruolo non accreditato nel musical La canzone di Broadway (1929), il secondo film della storia del cinema a vincere l'Oscar al miglior film dell'anno, a cui collaborò anche come coautore dei dialoghi. Per Gleason fu l'inizio di una carriera che gli assicurò un posto tra i più bravi ed apprezzati caratteristi del cinema americano, e gli fece guadagnare l'appellativo di "dinamite irlandese", specializzato in ruoli di dinamici "duri" metropolitani, dall'apparenza burbera ma fondamentalmente di buon cuore (sbirri, ladri, giornalisti, mafiosi del ring).
Di corporatura smilza, con la voce roca e il volto magro dai lineamenti affilati, Gleason conferì un dinamismo tutto irlandese ai suoi arcigni personaggi di detective e tutori della legge. Uno su tutti fu l'ispettore di polizia Oscar Piper in una serie di sei pellicole poliziesche tratte dai romanzi di Stuart Palmer e incentrate sulla figura dell'investigatrice dilettante Hildegarde Withers (Edna May Oliver), la prima delle quali fu Penguin Pool Murder (1932). Ma innumerevoli altri furono i suoi ruoli di supporto, dal venditore di hot dog in Primo amore (1934) con Janet Gaynor, al manager di boxe Max "Pop" Corkle ne L'inafferrabile signor Jordan (1941), che gli valse una candidatura all'Oscar come miglior attore non protagonista, al tenente Rooney in Arsenico e vecchi merletti (1944) di Frank Capra, al lattaio che prende a benvolere Judy Garland e Robert Walker in L'ora di New York (1945).
Gleason riprese il personaggio di Max Corkle in Bellezze in cielo (1947), interpretato da Rita Hayworth, e continuò la sua prolifica carriera di caratterista, eccellendo in particolar modo nelle commedie quali Segretaria tuttofare (1949), La fortuna si diverte (1950), Matrimoni a sorpresa (1952), Il balio asciutto (1958). Notevole il suo impegno anche sul piccolo schermo, con partecipazioni, tra le altre, alle serie The Life of Riley (1953-1955) e Alfred Hitchcock presenta (1956-1957). L'attore lavorò intensamente durante tutti gli anni cinquanta, distinguendosi in ruoli brevi ma incisivi sul grande schermo, come in La morte corre sul fiume (1955), diretto da Charles Laughton, nel western Esecuzione al tramonto (1957), e nel dramma politico L'ultimo urrà (1958), diretto da John Ford, in cui interpretò un compagno di partito di Spencer Tracy.

### Vita privata
Gleason conobbe la moglie Lucile Webster quando entrambi si trovarono a recitare nella compagnia di repertorio gestita dal padre di lei. Si sposarono nel 1905 ed ebbero un unico figlio, Russell, nato nel 1908 a Portland (Oregon) durante una tournée. Il ragazzo seguì le orme dei genitori, con i quali apparirà in The Higgins Family (1938) e in altre commedie della serie. Russell divenne celebre con il ruolo del soldato tedesco Müller, lo studente sognatore in All'ovest niente di nuovo (1930), il capolavoro antimilitarista di Lewis Milestone, e in seguito sposò Cynthia Lindsay, chorus girl di Busby Berkeley. La sua esistenza si concluse tragicamente la notte di Natale del 1945: Russell Gleason morì dopo essere caduto da una finestra al quarto piano dell'Hotel Sutton di Manhattan, dove si trovava acquartierato con altri componenti del suo reggimento, l'Army Signal Corps Photo Center dell'Astoria Studio, in attesa di partire per l'Europa. La sua morte venne definita accidentale, ma si parlò anche di suicidio, senza però giungere a una definitiva spiegazione dell'accaduto.
Lucile Gleason, che aveva interpretato il ruolo di Tess in Annie del Klondike (1936), accanto a Mae West, fu una donna politicamente impegnata, si candidò per la Camera in California e ricoprì il ruolo di presidente della Screen Actors Guild. Morì nel 1947.
James Gleason morì il 12 aprile 1959, all'età di settantasei anni. È sepolto all'Holy Cross Cemetery di Culver City (California), accanto alla moglie.

## Filmografia

### Cinema
- Polly of the Follies, regia di John Emerson (1922)
- The Count of Ten, regia di James Flood (1928)
- La canzone di Broadway (The Broadway Melody), regia di Harry Beaumont (1929) (non accreditato)
- Meet the Missus, regia di Arvid E. Gillstrom (1929)
- The Garden of Eatin', regia di John J. Mescall (1929)
- Oh, Yeah!, regia di Tay Garnett (1929)
- Fairways and Foul, regia di John J. Mescall (1929)
- The Shannons of Broadway, regia di Emmett J. Flynn (1929)
- Don't Believe It, regia di William Watson (1930)
- Follie di Broadway (Puttin' on the Ritz), regia di Edward Sloman (1930)
- The Swellhead, regia di James Flood (1930)
- Dumbbells in Ermine, regia di John G. Adolfi (1930)
- The Matrimonial Bed, regia di Michael Curtiz (1930)
- Her Man, regia di Tay Garnett (1930)
- L'ultimo poker (Big Money), regia di Russell Mack (1930)
- Beyond Victory, regia di John S. Robertson (1931)
- It's a Wise Child, regia di Robert Z. Leonard (1931)
- Io amo (A Free Soul), regia di Clarence Brown (1931)
- Onore di fantino (Sweepstakes), regia di Albert S. Rogell (1931)
- When Canaries Sing Bass, regia di George Green (1931)
- Il grande giuoco (The Big Gamble), regia di Fred Niblo (1931)
- Slow Poison, regia di Harry Sweet (1931)
- L'agguato dei sottomarini (Suicide Fleet), regia di Albert S. Rogell (1931)
- Doomed to Win, regia di George Green (1931)
- Battle Royal, regia di Harry Sweet (1932)
- Rule 'Em and Weep, regia di Harry Sweet (1932)
- Stealin' Home, regia di Harry Sweet (1932)
- Quella canaglia di Pick (Fast Companions), regia di Kurt Neumann (1932)
- High Hats and Low Brows, regia di Harry Sweet (1932)
- Cuore d'amanti (Lady and Gent), regia di Stephen Roberts (1932)
- Blondie of the Follies, regia di Edmund Goulding (1932)
- Off His Base, regia di James Gleason (1932) (solo credito)
- The Crooked Circle, regia di H. Bruce Humberstone (1932)
- The All-American, regia di Russell Mack (1932)
- Yoo-Hoo, regia di James V. Horne (1932)
- Always Kickin', regia di James Gleason (1932)
- The Devil Is Driving, regia di Benjamin Stoloff (1932)
- Penguin Pool Murder, regia di George Archainbaud (1932)
- A Hockey Hick, regia di James Gleason (1932)
- Lights Out, regia di James V. Horne (1932)
- Lo scandalo dei miliardi (Billion Dollar Scandal), regia di Harry Joe Brown (1933)
- Rock-A-Bye-Cowboy, regia di George Stevens (1933)
- Clear All Wires!, regia di Sam Spewack (1933)
- Alias the Professor, regia di James V. Horne (1933)
- Mister Mugg, regia di James V. Horne (1933)
- Gleason's New Deal, regia di James V. Horne (1933)
- Hoop-La, regia di Frank Lloyd (1933)
- The Meanest Gal in Town, regia di H.W. Hanemann (1934)
- Search for Beauty, regia di Erle C. Kenton (1934)
- Il diavolo in caserma (Orders Is Orders), regia di Walter Forde (1934)
- Primo amore (Change of Heart), regia di John G. Blystone (1934)
- Murder on the Blackboard, regia di George Archainbaud (1934)
- Helldorado, regia di James Cruze (1935)
- Murder on a Honeymoon, regia di Lloyd Corrigan (1935)
- Aquile (West Point of the Air), regia di Richard Rosson (1935)
- Hot Tip, regia di James Gleason e Ray McCarey (1935)
- We're Only Human, regia di James Flood (1935)
- Murder on a Bridle Path, regia di William Hamilton ed Edward Kiley (1936)
- Il fantino di Kent (The Ex-Mrs. Bradford), regia di Stephen Roberts (1936)
- Bionda avventuriera (Yours for the Asking), regia di Alexander Hall (1936)
- La jena di Barlow (Don't Turn 'Em Loose), regia di Benjamin Stoloff (1936)
- The Big Game, regia di George Nichols Jr. ed Edward Killy (1936)
- Il signore e la signora Sherlock Holmes (The Plot Tickens), regia di Ben Holmes (1936)
- Forty Naughty Girls, regia di Edward F. Cline (1937)
- Mischa il fachiro (Manhattan Merry-Go-Round), regia di Charles Reisner (1937)
- The Higgins Family, regia di Gus Meins (1938)
- Army Girl, regia di George Nichols Jr. (1938)
- My Wife's Relatives, regia di Gus Meins (1939)
- Should Husbands Work?, regia di Gus Meins (1939)
- On Your Toes, regia di Ray Enright (1939)
- The Covered Trailer, regia di Gus Meins (1939)
- Money to Burn, regia di Gus Meins (1939)
- Grandpa Goes to Town, regia di Gus Meins (1940)
- Earl of Puddlestone, regia di Gus Meins (1940)
- Arriva John Doe (Meet John Doe), regia di Frank Capra (1941)
- Con mia moglie è un'altra cosa (Affectionately Yours), regia di Lloyd Bacon (1941)
- L'inafferrabile signor Jordan (Here Comes Mr. Jordan), regia di Alexander Hall (1941)
- Thanks a Million, regia di Fred Guiol (1941)
- Nine Lives Are Not Enough, regia di A. Edward Sutherland (1941)
- I ragazzi di Broadway (Babes on Broadway), regia di Busby Berkeley (1941)
- Hay Foot, regia di Fred Guiol (1942)
- A Date with the Falcon, regia di Irving Reis (1942)
- Follie di New York (My Gal Sal), regia di Irving Cummings (1942)
- The Falcon Takes Over, regia di Irving Reis (1942)
- Baci carezze e pugni (Footlight Serenade), regia di Gregory Ratoff (1942)
- Destino (Tales of Manhattan), regia di Julien Duvivier (1942)
- Manila Calling, regia di Herbert I. Leeds (1942)
- Agguato sul fondo (Crash Dive), regia di Archie Mayo (1943)
- Joe il pilota (A Guy Named Joe), regia di Victor Fleming (1943)
- L'ottava meraviglia (Once Upon a Time), regia di Alexander Hall (1944)
- Arsenico e vecchi merletti (Arsenic and Old Lace), regia di Frank Capra (1944)
- Le chiavi del paradiso (The Keys of the Kingdom), regia di John M. Stahl (1944)
- This Man's Navy, regia di William A. Wellman (1945)
- Un albero cresce a Brooklyn (A Tree Grows in Brooklyn), regia di Elia Kazan (1945)
- L'ora di New York (The Clock), regia di Vincente Minnelli (1945)
- Capitano Eddie (Captain Eddie), regia di Lloyd Bacon (1945)
- The Hoodlum Sand, regia di Norman Taurog (1946)
- The Well-Groomed Bride, regia di Sidney Lanfield (1946)
- Home, Sweet Homicide, regia di Lloyd Bacon (1946)
- La fortuna è femmina (Lady Luck), regia di Edwin L. Marin (1946)
- Splendida incertezza (The Homestretch), regia di H. Bruce Humberstone (1947)
- Bellezze in cielo (Down to Earth), regia di Alexander Hall (1947)
- La moglie del vescovo (The Bishop's Wife), regia di Henry Koster (1947)
- La grande conquista (Tycoon), regia di Richard Wallace (1947)
- Smart Woman, regia di Edward A. Blatt (1948)
- Daniele tra i pellirosse (The Dude Goes West), regia di Kurt Neumann (1948)
- Richiamo d'ottobre (The Return of October), regia di Joseph H. Lewis (1948)
- When My Baby Smiles at Me, regia di Walter Lang (1948)
- Gioventù spavalda (Bad Boy), regia di Kurt Neumann (1949)
- The Life of Riley, regia di Irving Brecher (1949)
- Passo falso (Take One False Step), regia di Chester Erskine (1949)
- Segretaria tuttofare (Miss Grant Takes Richmond), regia di Lloyd Bacon (1949)
- La chiave della città (Key to the City), regia di George Sidney (1950)
- Screen Snapshots 2856: It Was Only Yesterday, regia di Ralph Staub (1950)
- L'autista pazzo (The Yellow Cab Man), regia di Jack Donohue (1950)
- La gioia della vita (Riding High), regia di Frank Capra (1950)
- La fortuna si diverte (The Jackpot), regia di Walter Lang (1950)
- Joe Palooka in the Squared Circle, regia di Reginald LeBorg (1950)
- Two Gals and a Guy, regia di Alfred E. Green (1951)
- Joe Palooka in Triple Cross, regia di Reginald LeBorg (1951)
- Alcool (Come Fill the Cup), regia di Gordon Douglas (1951)
- I'll See You in My Dreams, regia di Michael Curtiz (1951)
- Matrimoni a sorpresa (We're Not Married!), regia di Edmund Goulding (1952)
- The Story of Will Rogers, regia di Michael Curtiz (1952)
- Uomini alla ventura (What Price Glory), regia di John Ford (1952)
- Eternamente femmina (Forever Female), regia di Irving Rapper (1953)
- Hollywood Thrill-Makers, regia di Bernard B. Ray (1954)
- Gangsters in agguato (Suddenly), regia di Lewis Allen (1954)
- La morte corre sul fiume (The Night of the Hunter), regia di Charles Laughton (1955)
- La ragazza di Las Vegas (The Girl Rush), regia di Robert Pirosh (1955)
- Esecuzione al tramonto (Star in the Dust), regia di Charles F. Haas (1956)
- Spring Reunion, regia di Robert Pirosh (1957) (con il nome di Jimmy Gleason)
- Amami teneramente (Loving You), regia di Hal Kanter (1957)
- La tragedia del Rio Grande (Man in the Shadow), regia di Jack Arnold (1957)
- L'animale femmina (The Female Animal), regia di Harry Keller (1958)
- Fuoco incrociato (Man or Gun), regia di Albert C. Gannaway (1958)
- Il balio asciutto (Rock-a-Bye Baby), regia di Frank Tashlin (1958)
- Due toroni tra i cowboys (Once Upon a Horse…), regia di Hal Kanter (1958)
- L'ultimo urrà (The Last Hurrah), regia di John Ford (1958)
- Testamento di sangue (Money, Women and Guns), regia di Richard Bartlett (1958)

### Televisione
- Squadra mobile (Racket Squad) – serie TV, 1 episodio (1953)
- Crown Theatre with Gloria Swanson – serie TV, 1 episodio (1954)
- The Public Defender – serie TV, 1 episodio (1954)
- The Colgate Comedy Hour – serie TV, 1 episodio (1954)
- The Eddie Cantor Comedy Theater – serie TV, episodi 1x03 (1955)
- The Life of Riley – serie TV, 3 episodi (1953-1955)
- Mio padre, il signor preside (The Stu Erwin Show) – serie TV, 1 episodio (1955)
- So This Is Hollywood – serie TV, 1 episodio (1955)
- Screen Directors Playhouse – serie TV, episodio 1x10 (1955)
- Damon Runyon Theater – serie TV, episodi 1x10-2x09 (1955)
- The Ford Television Theatre – serie TV, 2 episodi (1953-1956)
- Climax! – serie TV, episodio 2x20 (1956)
- The Adventures of Ozzie & Harriet – serie TV, 1 episodio (1956)
- Le avventure di Cheyenne Bill (Cheyenne) – serie TV, 1 episodio (1956)
- The Millionaire – serie TV, 1 episodio (1956)
- Alfred Hitchcock presenta (Alfred Hitchcock Presents) – serie TV, 2 episodi (1956-1957)
- Cavalcade of America – serie TV, 1 episodio (1957)
- Il carissimo Billy (Leave It to Beaver) – serie TV, 1 episodio (1957)
- The Restless Gun – serie TV, episodio 1x14 (1957)
- The Real McCoys – serie TV, 1 episodio (1958)
- Playhouse 90 – serie TV, 1 episodio (1958)

### Regista
- Hot Tip , co-regia di Ray McCarey (1935)

## Doppiatori italiani
Nelle versioni in italiano dei suoi film, James Gleason è stato doppiato da:
- Amilcare Pettinelli in Io amo, Agguato sul fondo, Arsenico e vecchi merletti, Un albero cresce a Brooklyn, Capitano Eddie, La gioia della vita, Esecuzione al tramonto, Amami teneramente, Testamento di sangue
- Lauro Gazzolo in L'inafferrabile signor Jordan, Joe il pilota, La fortuna si diverte, Gangsters in agguato, La morte corre sul fiume, L'ultimo urrà
- Stefano Sibaldi in Arriva John Doe, Eternamente femmina
- Cesare Polacco in Sesta colonna
- Carlo Romano in Follie di New York
- Sergio Matteucci in Arriva John Doe (ridoppiaggio)
- Sergio Tedesco in Bellezze in cielo (ridoppiaggio)[6]
- Antonio Guidi in La moglie del vescovo (ridoppiaggio)

## Riconoscimenti
Premi Oscar 1942 – Candidatura all'Oscar al miglior attore non protagonista per L'inafferrabile signor Jordan